# Новицкий, Николай Дементьевич
Николай Дементьевич Новицкий (1833—1906) — генерал от кавалерии, командир 12-го армейского корпуса, член Военного совета Российской империи. Брат Василия Новицкого, жандармского генерала.

## Биография
Происходил из дворян Псковской губернии, родился 22 января 1833 года. Образование получил в Новгородском графа Аракчеева кадетском корпусе и Дворянском полку, из которого выпущен 7 августа 1851 года прапорщиком в 8-ю артиллерийскую бригаду. 13 октября 1853 года произведён в подпоручики.
Во время Восточной войны находился в составе действующей армии сначала в Придунайских княжествах Молдавии и Валахии, а потом и на Крымском полуострове; участвовал в осаде Силистрии и во многих сражениях с турками, а при защите Севастополя командовал правым фасом 4-го бастиона 2-го оборонительного отделения. За боевые отличия награждён орденами св. Анны 4-й степени, св. Анны 3-й степени с мечами и бантом и св. Станислава 2-й степени с мечами. 24 октября 1855 года произведён в поручики.
В 1857 году успешно сдал вступительные экзамены в Николаевскую академию Генерального штаба. По окончании курса, 10 октября 1860 года за отличные успехи в науках произведён в штабс-капитаны, с причислением к Генеральному штабу. В том же году получил должность штаб-офицера для преподавания военных наук в Елисаветградском кавалерийском училище, а 12 января 1861 года был переведён в Генеральный штаб капитаном. 30 августа 1864 года произведён в подполковники.
21 мая 1866 года назначен начальником штаба 2-й кавалерийской дивизии. 30 августа следующего года произведён в полковники. С 7 апреля 1871 года по 1 марта 1877 года командовал 5-м уланским Литовским полком.
Перед самым началом Турецкой войны 1877—1878 годов назначен начальником штаба 4-го армейского корпуса и в составе этого корпуса находился при военных действиях на Дунае и в Европейской Турции.
В июле 1877 года перешёл через Дунай у Зимницы, прибыл к Плевне и поступил в Плевненский отряд обложения; участвовал при отражении атаки армии Османа-паши у Пелишата и Згалевице, при штурме Плевны 30 августа и в последнем Плевненском бою при взятии в плен всей армии Османа-паши. 14 сентября за дело под Пелишатом произведён в генерал-майоры (со старшинством от 19 августа), а за Плевну получил ордена св. Станислава 1-й степени с мечами и св. Анны 1-й степени с мечами.
По окончании войны и возвращении с театра военных действий командовал с марта 1878 года 2-й бригадой 8-й кавалерийской дивизии, а с 7 мая того же года — Волынским казачьим отрядом, образованным из Донских №№ 28, 41, 43 и 58 казачьих полков и № 12 казачьей батареи, на правах командира отдельной бригады; по расформировании в том же году отряда, с 2 сентября состоял в распоряжении командующего войсками Киевского военного округа, а затем, с 21 сентября, был прикомандирован к штабу войск гвардии и Санкт-Петербургского военного округа.
С 21 июля 1882 года был начальником штаба Туркестанского военного округа, 6 апреля 1884 года снова возвратился в Санкт-Петербург и около года состоял в распоряжении генерал-инспектора кавалерии. 30 августа 1885 году назначен начальником 9-й кавалерийской дивизии и ровно через год был произведён в генерал-лейтенанты. Состоя в этой должности, неоднократно временно командовал 9-м армейским корпусом, а 21 февраля 1896 года получил должность командира 12-го армейского корпуса, с зачислением по Генеральному штабу. В генералы от инфантерии произведён 6 декабря 1898 года.
29 мая 1899 года назначен членом Военного совета. В 1900 году зачислен по армейской кавалерии, с переименованием в генералы от кавалерии. 3 января 1906 года уволен от службы с мундиром и пенсией. Скончался 1 марта того же года в Санкт-Петербурге, похоронен на кладбище Воскресенского Новодевичьего монастыря.
В 1866 году Новицкий издал свои «Лекции о малой войне». Кроме того, разновременно помещал на страницах периодических военных изданий (таких как «Военный сборник», «Русский инвалид», «Разведчик») отдельные статьи, преимущественно относящиеся к кавалерии. Так, в «Военном сборнике» имеются его «Заметки о боевом назначении и обучении кавалерии» (1876 год, № 3), «По вопросу о комплектовании людьми кавалерии» (1875 год, № 5) и другие.

## Награды
Среди прочих наград Новицкий имел российские ордена:
- Орден Святой Анны 4-й степени (1854 год)
- Орден Святой Анны 3-й степени с мечами и бантом (1855 год)
- Орден Святого Станислава 2-й степени с мечами (1855 год, императорская корона к этому ордену пожалована в 1863 году)
- Орден Святой Анны 2-й степени (1868 год, императорская корона к этому ордену пожалована в 1869 году)
- Орден Святого Владимира 4-й степени с бантом (1873 год, за беспорочную выслугу 25 лет в офицерских чинах)
- Орден Святого Владимира 3-й степени (1875 год)
- Орден Святого Станислава 1-й степени с мечами (1878 год)
- Орден Святой Анны 1-й степени с мечами (1882 год)
- Орден Святого Владимира 2-й степени (1882 год)
- Орден Белого орла (1891 год)
- Орден Святого Александра Невского (7 августа 1901 года, алмазные знаки к этому ордену пожалованы 6 декабря 1905 года)

Иностранные ордена:
- Австрийский орден Железной короны 2-го класса (1871 год)
- Австрийский орден Леопольда командорского креста (1874 год)
- Австрийский орден Франца-Иосифа командорский крест со звездой (1877 год)
- Румынский орден Звезды большой крест (1899 год)
- Бухарский орден Золотой Звезды 1-й степени с алмазными знаками

## В воспоминаниях современников
Писательница и педагог Е. Н. Водовозова вспоминает, что около 1863 года познакомилась с Новицким на вечеринке демократической разночинной молодёжи, где тот был единственным военным и куда попал практически случайно. Во время их второй встречи через несколько десятилетий Новицкий, уже полный генерал, узнал Водовозову и тепло вспоминал о том вечере.